# Исчекување
„Исчекување” је југословенски и македонски ТВ филм из 1984. године. Режирао га је Богдан Поп Ђорчев који је написао и сценарио.

## Улоге
| Глумац             | Улога  |
| ------------------ | ------ |
| Христијан Масевски | Климе  |
| Тодор Николовски   | Дедото |
| Јорданчо Чевревски |        |
| Катерина Коцевска  |        |
| Славица Зафировска |        |
| Благоја Чоревски   |        |